# پل فردوسی
پل فردوسی از مجموعه پلهای جدید ساخته شده بر روی زاینده رود در شهر اصفهان است. این پل در حد فاصل سی‌وسه‌پل در غرب و پل جوبی در شرق قرار دارد و «خیابان فردوسی» در شمال زاینده رود را به «خیابان شیخ صدوق شمالی» در جنوب این رود پیوند می‌دهد. این پل در ۲۲ بهمن  ۱۳۶۲ شمسی افتتاح شد. هم اکنون شهرداری اصفهان عملیات تعریض این پل را کلید زده است و تا کنون این طرح که موجب ترافیک کمتر در این ناحیه میشود 25 درصد پیشرفت داشته است . 

## جستار های وابسته
- پل غدیر
- پل بزرگمهر
- پل آذر
- پل فلزی
- پل وحید
- اصفهان
- ترابری در اصفهان